# Eon (rivière)
Pour les articles homonymes, voir Eon.
L' Eon ou Éon est une rivière  qui coule en Bretagne, dans le Léon.

## Nom breton
Le nom peut provenir du substantif "eon", écume.

## Cours
Issu de la confluence des ruisseaux de Cosquérou et du Guern (les deux ont leur source dans la commune de Guiclan et traversent ensuite la commune de Plouvorn), l'Eon mesure environ 10 km. C'est un affluent de rive gauche de la Penzé, dans laquelle elle se jette au lieu-dit Pont-Eon, entre Plouénan et Taulé.